# Sheshnag-See
Der Sheshnag-See ist ein 54 ha großer Bergsee im westlichen Himalaya im indischen Unionsterritorium Jammu und Kashmir.

## Lage
Der Sheshnag-See befindet sich 19 km ostnordöstlich von Pahalgam im Distrikt Anantnag. Der 3575 m hoch gelegene See besitzt eine Längsausdehnung in WNW-OSO-Richtung von 1100 m sowie eine maximale Breite von etwa 700 m. In das Ost- und Nordostufer münden zwei größere gletschergespeiste Bäche. Der Östliche Lidder entwässert den Sheshnag-See an dessen westlichen Seeende. Zwischen Dezember und März ist die Seeoberfläche gefroren.
Eine Straße führt von Pahalgam nach Chandanwari. Von dort aus führt ein Pilgerweg über den Sheshnag-See zur Pilgerstätte Amarnath. 